# 格姆施托克山
46°36′08″N 8°36′41″E / 46.60222°N 8.61139°E

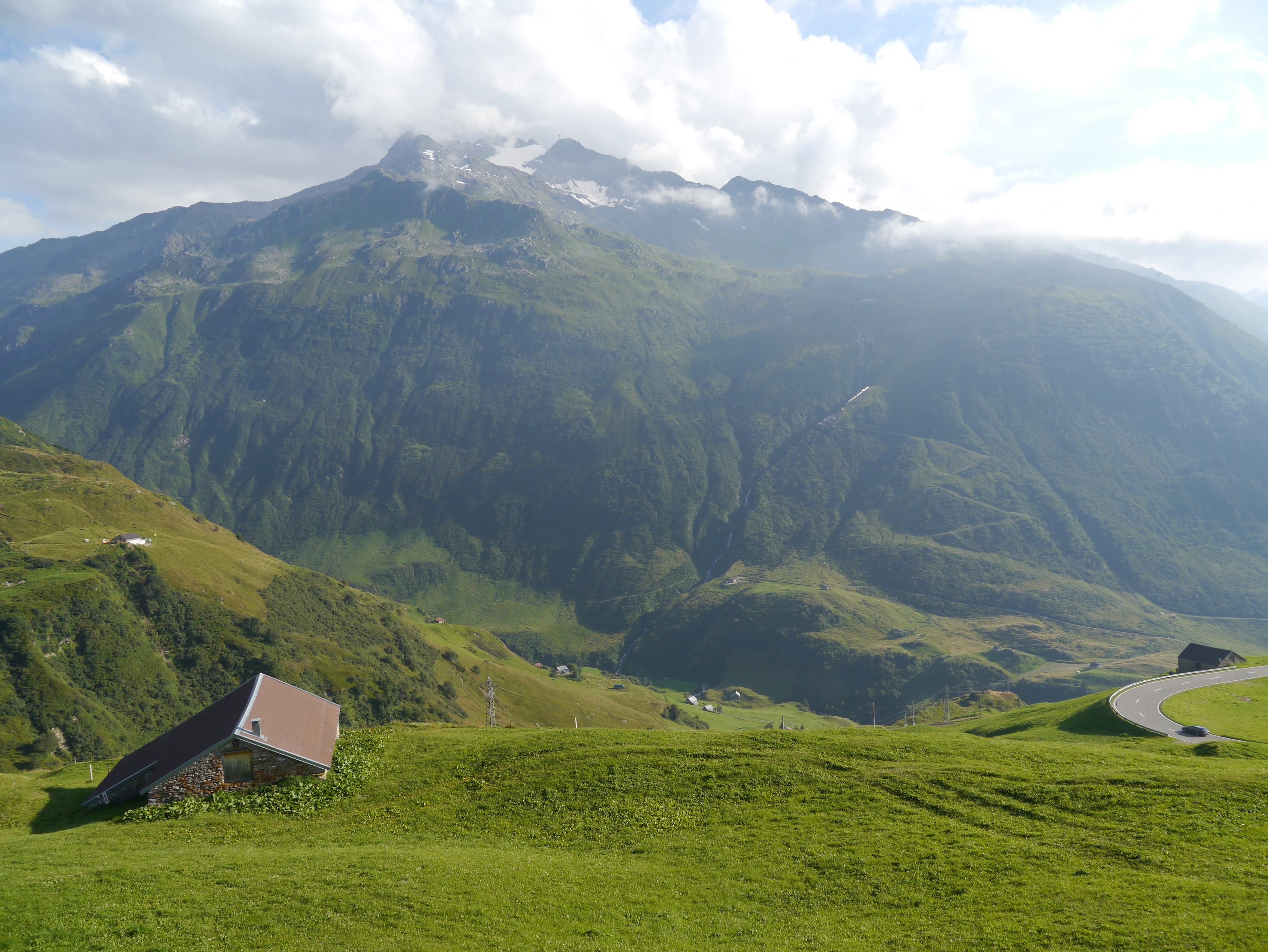

格姆施托克山（Gemsstock），是瑞士的山峰，位於該國中部，由烏里州負責管轄，屬於勒蓬廷山的一部分，處於伯爾尼以東100公里，海拔高度2,962米，每年平均降雨量2,385毫米。